# Gabriella Kain
Gabriella Kain (ur. 25 marca 1981 w Skövde), szwedzka piłkarka ręczna, reprezentantka kraju grająca na pozycji bramkarki. Wicemistrzyni Europy 2010. Obecnie w GuldBageren Ligaen, w drużynie KIF Vejen.

## Sukcesy

### reprezentacyjne
- Mistrzostwa Europy:
  -  2010